# Лопатина, Любовь Ивановна
Любовь Ивановна Лопатина (род. 14 сентября 1985, Ставрополь) — российская боксёрша.

## Карьера
Тренировалась в Ставрополе у П. И. Пашкова.
Чемпионка России (2007 — до 63 кг; 2011 — до 69 кг). Серебряный (2006 — до 63 кг; 2008, 2010 — до 64 кг) и бронзовый (2009 — до 64 кг; 2012 — до 75 кг) призёр чемпионатов России.
Серебряный призёр чемпионата мира 2008 года в категории до 63 кг. Мастер спорта России международного класса.
Также занималась кикбоксингом. На чемпионате Европы 2004 года в г. Будва стала чемпионкой в дисциплине лоу-кик в категории до 65 кг. Мастер спорта России по кикбоксингу.